# Львов, Алексей Фёдорович
Алексе́й Фёдорович Львов (1798, Ревель — 1870, Ковенская губерния) — русский композитор, скрипач-виртуоз и дирижёр, автор музыки государственного гимна Российской империи «Боже, Царя храни!» (1833); музыкальный писатель и общественный деятель. Директор Придворной певческой капеллы (1837—1861); генерал-майор (10.10.1843), тайный советник, обер-гофмейстер (30.08.1862), сенатор.

## Биография
Родился 25 мая (5 июня) 1798 года в Ревеле (ныне — Таллин) в семье известного русского музыкального деятеля Фёдора Петровича Львова. Двоюродный племянник архитектора Н. А. Львова. Сестра — писательница М. Ф. Ростовская, младший брат — художник Ф. Ф. Львов. Получил в семье хорошее музыкальное воспитание. В семилетнем возрасте играл на скрипке в домашних концертах, обучался у многих педагогов, в том числе у Ф. Бёма, уроки композиции брал у И. Г. Миллера.
В 1816 году окончил Институт корпуса инженеров путей сообщения с производством в чин прапорщика и по исполнении практических занятий в институте 26 октября того же года был произведён в чин подпоручика; 9 июня 1818 года произведён в поручики и откомандирован к работам по военным поселениям. Работал в аракчеевских военных поселениях инженером-путейцем, не оставляя занятий на скрипке. Заслужив благосклонность начальства, в 1821 году был произведён в чин капитана и пожалован орденом Святого Владимира 4-й степени. В следующем году был назначен старшим адъютантом в штаб военных поселений, во время службы в котором дважды был пожалован бриллиантовыми перстнями (в 1823 и 1825).

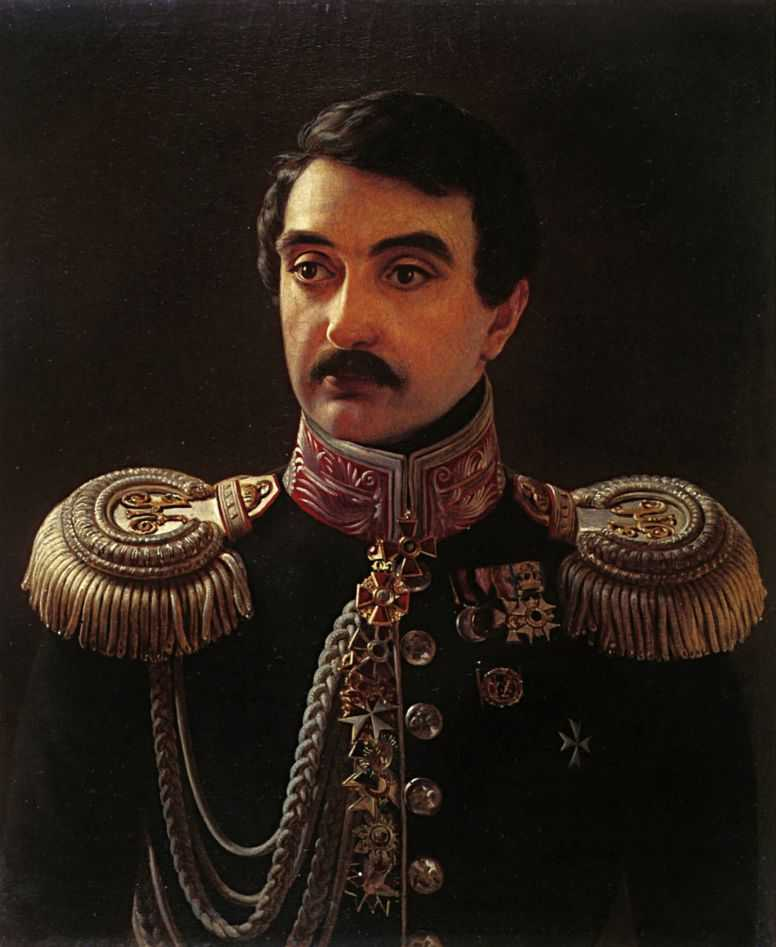
А. В. Тыранов. Портрет А. Ф. Львова в военном мундире. 1840-е годы

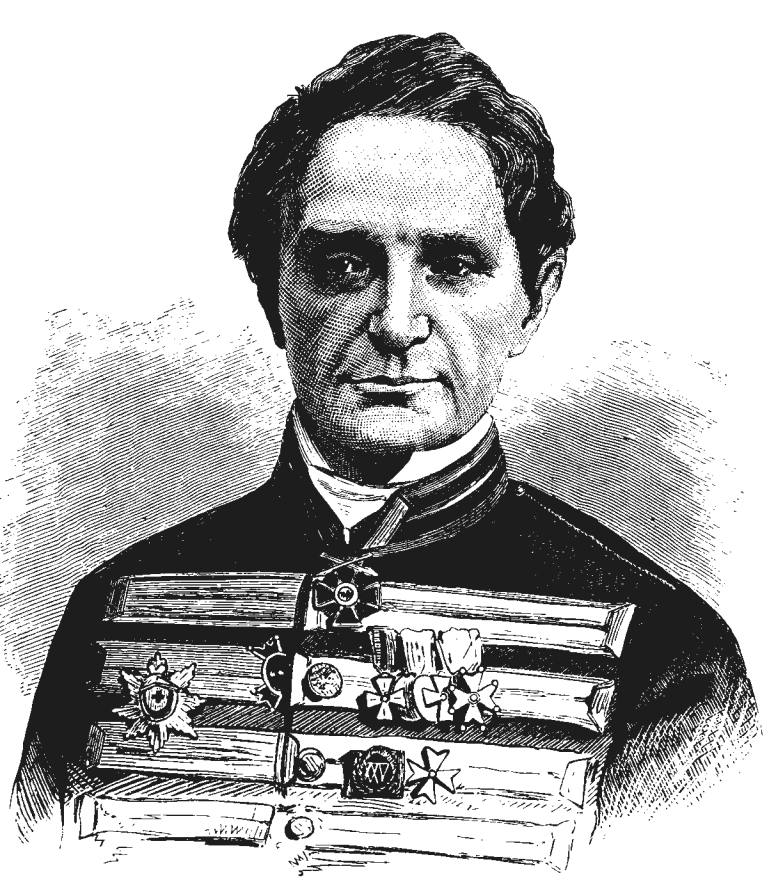
А. Ф. Львов в придворном мундире. Гравюра с фотографии

3 февраля 1826 года был уволен в отставку с производством в чин майора, но уже в ноябре того же года вернулся на службу с назначением старшим адъютантом штаба отдельного корпуса жандармов.
Во время русско-турецкой войны участвовал в сражениях под Шумлою, а также при осаде Варны и взятии её, за что награждён бантом к ордену Святого Владимира 4-й степени. С 23 марта 1833 года был зачислен в Кавалергардский полк с переименованием в чин ротмистра и с оставлением в занимаемой им должности.
В 1833 году получил известность как автор музыки нового русского национального гимна. За создание гимна государь пожаловал автору золотую, осыпанную бриллиантами табакерку с собственным портретом, а 11 апреля 1834 года назначил своим флигель-адъютантом.
С 1835 года в доме Львова проходили еженедельные квартетные собрания, возглавляемый им струнный квартет получил широкую известность. Славились и симфонические концерты, устраивавшиеся Львовым, ставшие основой созданного им «Концертного общества» (1850). 1 января 1836 года произведен в чин полковника.
В 1837 году он получил орден Святого Владимира 3-й степени и был назначен директором Придворной певческой капеллы. При нём повысился художественный уровень исполнения хора капеллы (в 1837—1839 годах её капельмейстером был Глинка); при капелле были учреждены в 1839 году инструментальные классы, издан употребляемый православной церковью полный круг песнопений (знаменного распева) в 4-голосной гармонизации (выполненной впервые под руководством Львова) — в связи с этой работой Львов написал трактат «О свободном или несимметричном ритме».
3 декабря 1842 года за 25 лет выслуги в офицерских чинах он получил орден Святого Георгия 4-й степени. 10 октября 1843 года произведён в чин генерал-майора.
В 1852 году был пожалован орденом Святой Анны 1-й степени с императорской короной, а 6 декабря 1853 года был произведен в тайные советники и назначен гофмейстером. В апреле 1855 года назначен сенатором с оставлением директором придворной капеллы и в 1859 году был награждён орденом Святого Владимира 2-й степени с мечами.
В июне 1861 года уволен от должности директора придворной капеллы, а 30 августа 1862 года пожалован в обер-гофмейстеры.
30 декабря 1863 года за уважение заслуг ему было пожаловано в вечное и потомственное владение из казённых участков 4030 десятин 340 саженей удобной и неудобной земли в Бузулукском уезде Самарской губернии.
Кроме российских орденов он был кавалером ряда иностранных: австрийского ордена Леопольда (1835), шведского ордена Меча (1838), ордена Вюртембергской короны (1838), баварского ордена Святого Михаила (1838), персидского ордена Льва и Солнца 2-й степени с бриллиантами (1838), ордена Белого сокола 2-й степени (1838), прусского ордена Красного орла 3-й степени (1838).

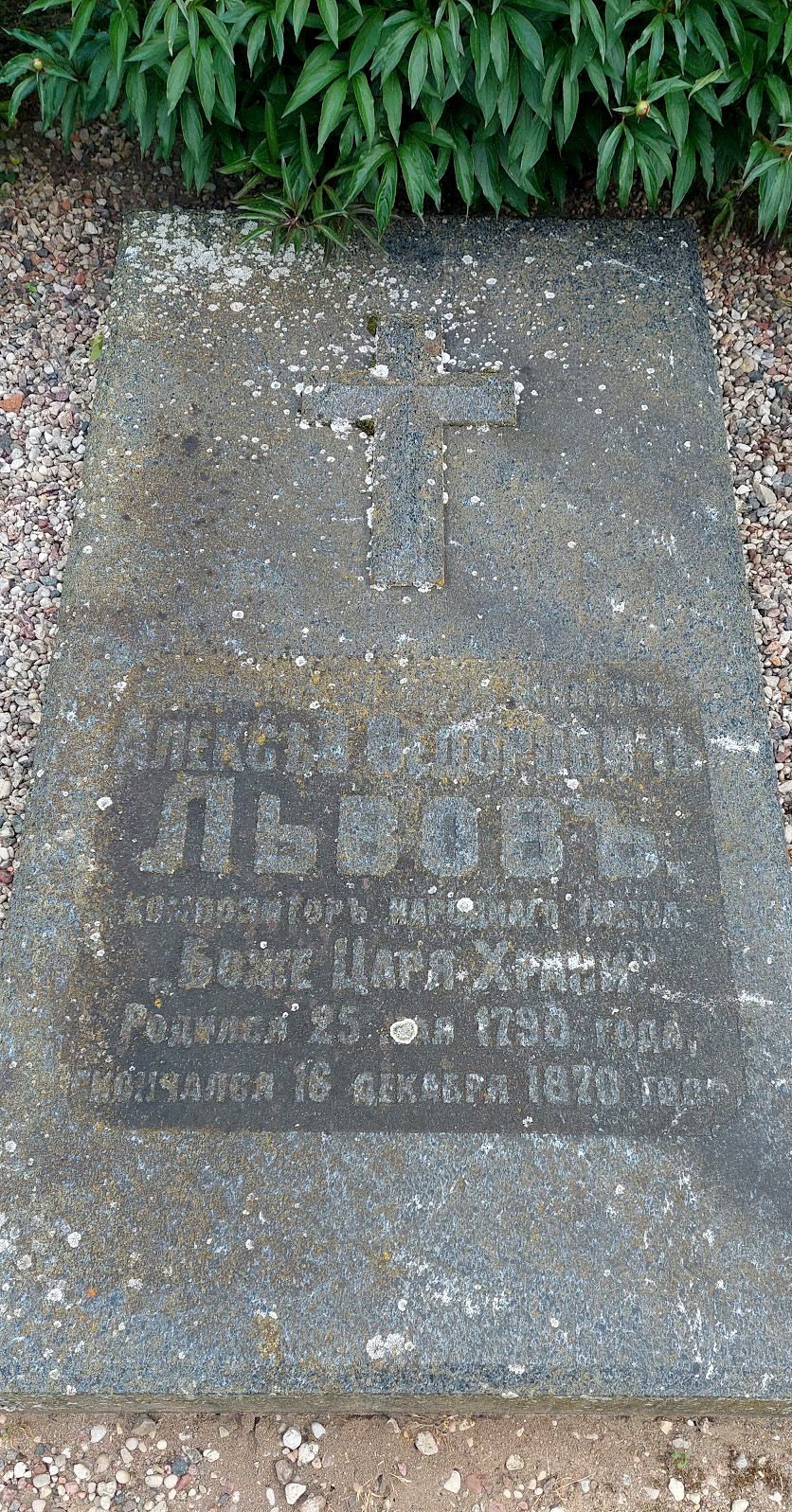
Могила Алексея Львова в монастыре Пажайслис.

Умер 16 (28) декабря 1870 года в имении в Раудоне близ Ковны. Похоронен в Пожайском православном монастыре под Каунасом.

## Награды
Российские:
- Орден Святого Владимира 4-й степени (30.08.1821)
- Бант к ордену Святого Владимира 4-й степени (30.08.1828)
- Орден Святой Анны 2-й степени (24.11.1828)
- Орден Святого Станислава 2-й степени (Царство Польское, 1829)
- Императорская корона к ордену Святой Анны 2-й степени (01.01.1832)
- Орден Святого Владимира 3-й степени (24.01.1837)
- Знак отличия беспорочной службы за XX лет (22.08.1837)
- Знак отличия беспорочной службы за XXV лет (22.08.1842)
- Орден Святого Георгия 4-й степени (03.12.1842)
- Орден Святого Станислава 1-й степени (01.01.1847)
- Знак отличия беспорочной службы за XXX лет (22.08.1849)
- Орден Святой Анны 1-й степени (06.12.1849)
- Императорская корона к ордену Святой Анны 1-й степени (1852)
- Знак отличия беспорочной службы за XXXV лет (22.08.1856)
- Орден Святого Владимира 2-й степени с мечами (08.09.1859)

Иностранные:
- Прусский орден Святого Иоанна Иерусалимского (1835)
- Австрийский орден Леопольда, командорский крест (1835)
- Шведский орден Меча, украшенный алмазами, кавалерский крест (1838)
- Вюртембергский орден Короны, командорский крест (1838)
- Баварский орден Святого Михаила, командорский крест (1838)
- Персидский орден Льва и Солнца 2-й степени с алмазами (1838)
- Саксен-Веймарский орден Белого сокола 2-й степени (1838)
- Прусский орден Красного орла 3-й степени (1838)

## Семья

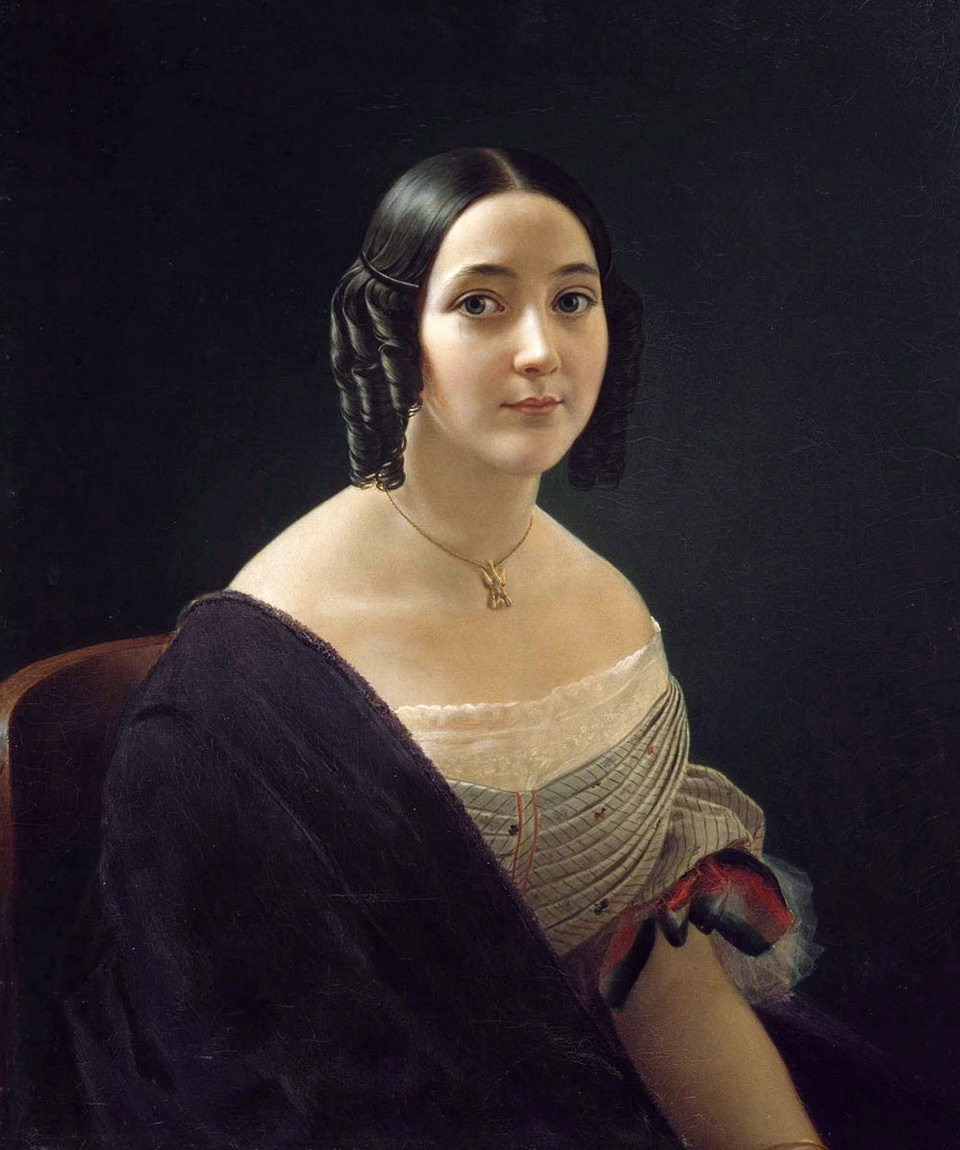
Прасковья Агеевна Львова

Жена (с 6 ноября 1838 года) — Прасковья Агеевна Абаза (25.01.1817—28.06.1883), дочь крупного саратовского землевладельца и сестра Александра Абазы. Венчались в Петербурге в церкви Собственного их величества Аничкова дворца, поручителями по жениху были Е. П. Самсонов и П. Ф. Львов; по невесте Н. Манзей и Э. Абаза. По отзыву современников, молодая Абаза была одной из первых девиц-красавиц при дворе, она «очень мило пела и участвовала в хорах». По замечанию барона М. Корфа, «Львов сам по себе не имел состояния, но жена возвысила его талант и положение в свете своим богатством. Супруги жили в прекрасном доме на Караванной, со всеми прихотями роскоши и с обширной залою, устроенною именно для концертов, по всем правилам акустики». За заслуги мужа 13 сентября 1858 года была пожалована в кавалерственные дамы ордена Св. Екатерины (меньшого креста). Похоронена рядом с мужем в Пожайском монастыре.
Дети: Федор (1842—1899), Прасковья (1844—1920; жена директора Николаевского сиротского дома А. Л. Вакселя, сына писателя Л. Н. Вакселя) и Александра (1846).

## Творчество

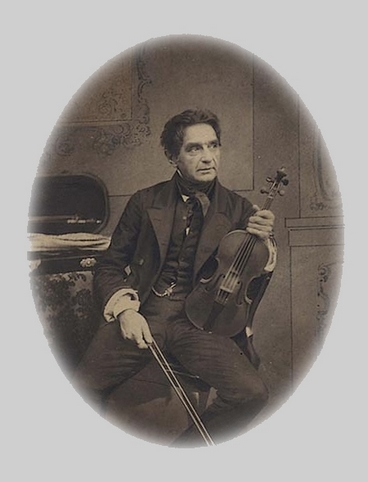
Фотография А. Ф. Львова

Львов — крупный представитель русского скрипичного искусства 1-й половины XIX века. Не имея возможности (из-за своего служебного положения) выступать в публичных концертах, он, музицируя в кружках, салонах, на благотворительных вечерах, прославился как замечательный виртуоз. Лишь во время путешествий за границей Львов выступал перед широкой аудиторией. Здесь у него завязались дружеские отношения с Ф. Мендельсоном, Дж. Мейербером, Г. Спонтини, Р. Шуманом, высоко ценившим исполнительское мастерство Львова — солиста и ансамблиста. Последователь классической школы, Львов изложил основные начала скрипичной игры в брошюре, к которым приложил собственные «24 каприса», не утерявших до сих пор художественно-педагогического значения.
Композиторское творчество Львова эклектично. Традиции русской музыкальной культуры сочетаются с сильным итальянским и, особенно, с немецким влияниями.
Духовные композиции Львова в стиле партесного пения имеют немецкий оттенок, что вызвало у многих композиторов в то время недоумениe. М. И. Глинка и князь В. Ф. Одоевский на основе своих исследований показали, что используемые Львовым приёмы гармонизации противоречат древней русской традиции церковного пения.

## Основные музыкальные произведения
- музыка государственного гимна Российской империи «Боже, Царя храни!»;
- сочинения для церкви «Иже херувимы», «Вечери Твоея тайныя», и пр.;
- опера «Бианка и Гвальтьеро», 1844;
- опера «Ундина» (1847);
- небольшие оперы «Русский мужичок» и «Варвара»;
- концерт для скрипки с оркестром;
- 24 каприса для скрипки соло;
- обработка оратории Stabat mater Перголези для солистов, хора и оркестра (в оригинале без хора).

## Статьи
- «О свободном и несимметричном ритме», 1858;
- «Советы начинающему играть на скрипке с 24 музыкальными примерами» (совместно с В. Ф. Одоевским), 1859.

## Память
Имя Львова — третье из семи имён, нанесённых в 1889 году на аттик концертного зала Придворной певческой капеллы (Разумовский, Ломакин, Львов, Бортнянский, Глинка, Турчанинов, Потулов).